# Microdus pallidisetus
Microdus pallidisetus là một loài rêu trong họ Dicranaceae. Loài này được Brid. Besch. mô tả khoa học đầu tiên năm 1880.